# Autoserica vrydaghi
Autoserica vrydaghi är en skalbaggsart som beskrevs av Louis Burgeon 1942. Autoserica vrydaghi ingår i släktet Autoserica och familjen Melolonthidae. Inga underarter finns listade.